# Marcelo Faria
Marcelo Achcar de Faria (ur. 15 listopada 1971 r. w Rio de Janeiro, w stanie Rio de Janeiro) – brazylijski aktor telewizyjny i teatralny.

## Życiorys
Jest synem aktora oper mydlanych w Rede Globo Reginaldo Farii i psychoanalityka Katii Achcar. Od dzieciństwa był pod wpływem ojca i marzył o byciu aktorem. Mając 13 lat debiutował w miniserialu Mafia w Brazylii. Potem wrócił na mały ekran w 1989 w bardziej odpowiedniej roli w operze mydlanej Supermodelka (Top Model) jako Elvis Presley Kundera. Jednak sława i uznanie wyszła tylko w 1994r., po występie jako Ralado w Cztery przez cztery (Quatro por Quatro).
W 2008 r. grał rolę Vadinho w sztuce "Dona Flor i jej dwóch mężów" (Dona Flor e Seus Dois Maridos). Wystąpił także w spektaklu D’Artagnan i trzej muszkieterowie.
Marcelo Faria zawarł małżeństwo z aktorką Camilą Luciollą. Mają córkę Felipę (ur. 16 lutego 2011).

## Wybrana filmografia

### Seriale TV
- 1984: Mafia w Brazylii (A Máfia no Brasil) jako syn gangstera
- 1989: Supermodelka (Top Model) jako Elvis Presley Kundera
- 1990: Lua Cheia de Amor jako Hugo
- 1992: As Noivas de Copacabana jako Cláudio
- 1992: Ciało i dusza (De Corpo e Alma) jako José Alberto Guedes (Beto)
- 1994: Cztery przez cztery (Quatro por Quatro) jako Ralado
- 1996: Koniec świata (O Fim do Mundo) jako Maninho
- 1997: Miłość jest w powietrzu (O Amor Está no Ar) jako Ivan
- 1998: Złote ciało (Corpo Dourado) jako Guto
- 1999: Vila Madalena jako Cachorro Louco
- 2000: Uga Uga jako Amon Rá
- 2003-2004: Celebrity (Celebridade) jako strażak Vladimir Coimbra
- 2004-2005: Kto zostanie z Mario? (Quem vai ficar com Mário?) jako Sal
- 2005: Bratnia dusza (Alma Gêmea) jako Jorge
- 2007: Amazonia, z Galvez do Chico Mendes (Amazônia: De Galvez a Chico Mendes) jako Romildo
- 2008: Beleza Pura jako Robson Pederneiras
- 2009: Paradise (Paraíso) jako młody Eleutério Ferrabraz
- 2010: Zapisane w gwiazdach (Escrito nas Estrelas) jako Guilherme
- 2011: Listonosz (O Carteiro) jako Pełnomocnik Daniel
- 2012: Miłość, wieczna miłość (Amor Eterno Amor) jako Kleber Gonçalves
- 2014: Trening (Malhação) jako Lobão